# Статистика Петуніна
Статистика Петуніна (p-статистика) — міра близькості між вибірками, запропонована українським математиком Юрій Петуніним. Використовується для перевірки гіпотези про рівність функцій розподілу двох вибірок.
Розглянемо дві генеральні сукупності {\displaystyle G} та {\displaystyle G'} та відповідні функції розподілу {\displaystyle F_{G}} та {\displaystyle F_{G'}}. Нехай {\displaystyle x=(x_{1},x_{2},...,x_{n})\in {G}} та {\displaystyle x=({x'}_{1},{x'}_{2},...,{x'}_{m})\in {G'}}, а {\displaystyle {x}_{(1)}\leq {x}_{(2)}\leq ...\leq {x}_{(n)}} та {\displaystyle {x'}_{(1)}\leq {x'}_{(2)}\leq ...\leq {x'}_{(m)}} — відповідні порядкові статистики. Припустимо, що {\displaystyle F_{G}(u)=F_{G'}(u)}, тоді
{\displaystyle p(A_{ij})=P({x'}_{k}\in (x_{(i)},x_{(j)}))=p_{ij}={\frac {j-i}{n+1}}}.
Якщо маємо вибірку {\displaystyle {x'}\in ({x'}_{(1)},{x'}_{(2)},...,{x'}_{(m)})}, можемо знайти частоту {\displaystyle h_{ij}} випадкові події {\displaystyle A_{ij}} та довірчі інтервали {\displaystyle ({p}_{ij}^{(1)},{p}_{ij}^{(2)})} для ймовірності {\displaystyle p_{ij}} при заданому рівні значущості {\displaystyle \beta }, тобто {\displaystyle B=\{p_{ij}\in ({p}_{ij}^{(1)},{p}_{ij}^{(2)})\},p(B)=1-\beta }. Згідно з 
{\displaystyle p_{ij}^{(1)}={\frac {h_{ij}m+{\frac {g^{2}}{2}}-{g}{\sqrt {h_{ij}(1-h_{ij})m+{\frac {g^{2}}{4}}}}}{m+g^{2}}}}
{\displaystyle p_{ij}^{(2)}={\frac {h_{ij}m+{\frac {g^{2}}{2}}+{g}{\sqrt {h_{ij}(1-h_{ij})m+{\frac {g^{2}}{4}}}}}{m+g^{2}}}}
,
де {\displaystyle g} задовольняє умову {\displaystyle \phi (g)=1-{\frac {\beta }{2}}} ({\displaystyle \phi (g)} — щільність нормального розподілу). Згідно з  покладемо {\displaystyle g=3}.
Позначимо через {\displaystyle N} всі довірчі інтервали {\displaystyle I_{ij}=(p_{ij}^{(1)},p_{ij}^{(2)})} ({\displaystyle N={\frac {n(n-1)}{2}}}) та {\displaystyle L} — число інтервалів {\displaystyle I_{ij}}, які містять ймовірність {\displaystyle p_{ij}}, тобто {\displaystyle p_{ij}\in {I_{ij}}}. Покладемо
{\displaystyle h=\rho (x,x')={\frac {L}{N}}}
Статистика {\displaystyle h} називається p-статистикою (статистикою Петуніна), вона є мірою близькості {\displaystyle \rho (x,x')} між вибірками {\displaystyle x} та {\displaystyle x'}.